# Fumal
Fumal (en wallon Foumâl) est une section de la commune belge de Braives située en Région wallonne dans la province de Liège, le long de la Mehaigne. C'était une commune à part entière avant la fusion des communes de 1977.

## Démographie
- Sources:INS, Rem:1831 jusqu'en 1970=recensements, 1976= nombre d'habitants au 31 décembre

## Patrimoine et culture

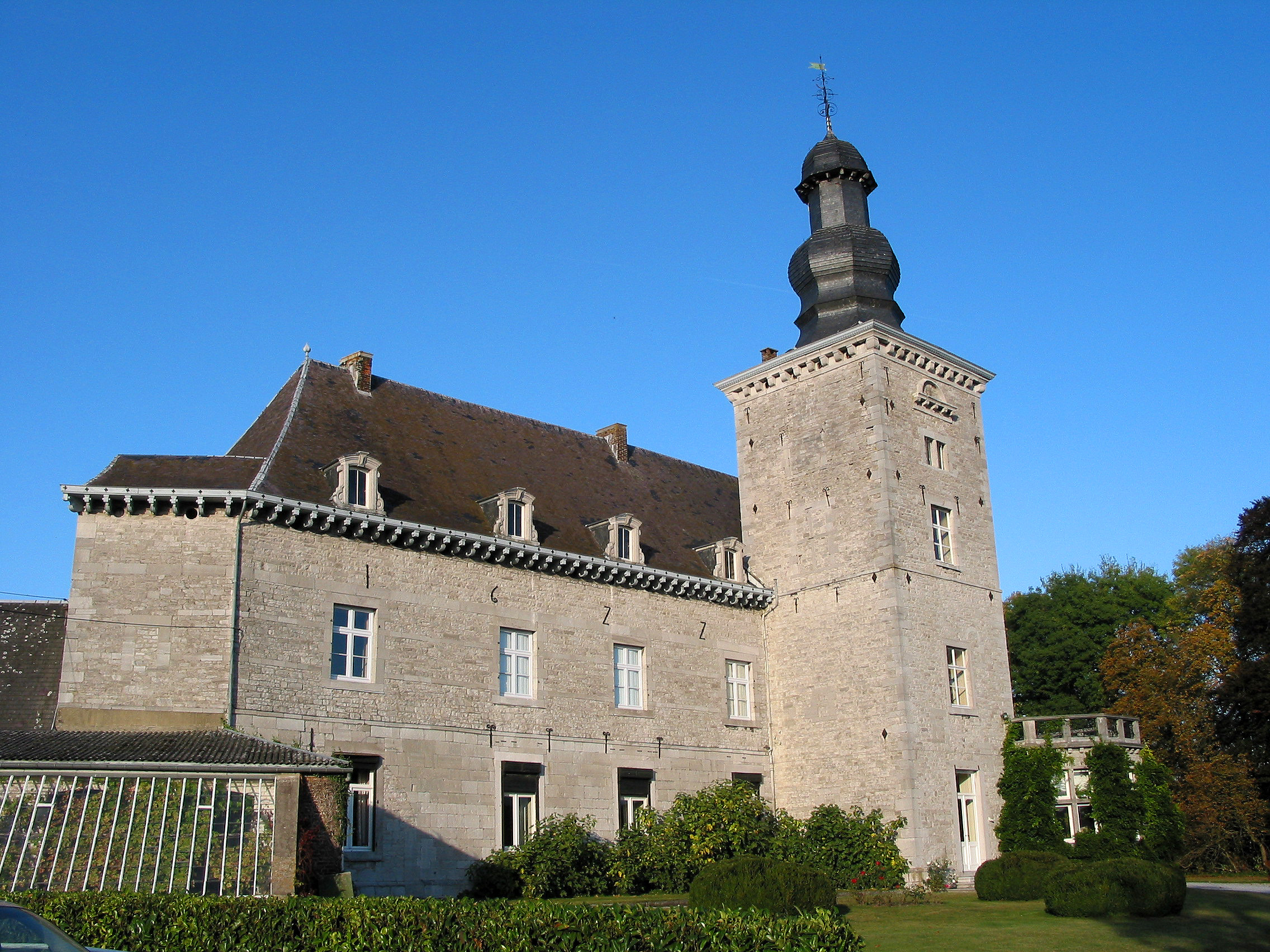
Le château.